# أقكند باروق
أقكند باروق هي قرية في مقاطعة مياندوآب، إيران. يقدر عدد سكانها بـ 492 نسمة بحسب إحصاء 2016.